# NoteEdit
NoteEdit je zaniklý notační program pro Linux a jiné UN*X počítačové operační systémy.
Je napsán v C++, používá knihovnu Qt, a je začleněn do KDE. Vydán je pod licencí GNU General Public License. NoteEdit je svobodný software.

## Vlastnosti
NoteEdit měl ve své době na rozdíl od některých linuxových notačních editorů GUI. Jeho vzhled byl oceněn ITworld, a Linux Journal ocenil jak rozhraní tak poměrně široký rozsah funkcí a aplikací programu.
Podporuje neomezený počet a délku notových osnov, polyfonii, přehrávání MIDI napsaných not, značky akordů, texty písní a množství filtrů pro nahrávání a ukládání do mnoha formátů, jako jsou MIDI, MusicXML, ABC (Abc notation, MUP, PMX, MusiXTeX a LilyPond.
Linux Magazine doporučuje NoteEdit používat společně s programem FluidSynth, což je softwarový syntetizátor, k rozšíření schopností NoteEditu. FluidSynth používá technologii SoundFont (na vzorcích založená syntéza) k napodobení zvuku notového zápisu NoteEditu hraného naživo nástroji.

### Canorus
Ačkoli je NoteEdit stále udržován, někteří z vývojářů začali nový projekt Canorus, aby jej nahradili, protože zdrojový kód NoteEditu má určitá omezení, jež činí obtížným jej udržovat a vyvíjet.

### NtEd
Původní autor Jörg Anders také začal pracovat na novém WYSIWYG editoru notového zápisu pro Linux pojmenovaného NtEd. Tento editor je založen na Cairu a používá GTK+.
NtEd pracuje dobře se softwarovým syntetizátorem TiMidity++.
NtEd home page.

## Autoři
NoteEdit byl po dlouhou dobu udržován Jörgem Andersem. Od srpna 2004 se utvořila nová skupina vývojářů. Následně za tímto projektem stálo poměrně dost lidí:
- Reinhard Katzmann, správce projektu
- Christian Fasshauer, programátor
- Erik Sigra, vývojář
- David Faure, uživatelské rozhraní pro KDE
- Matt Gerassimoff
- Leon Vinken, MusicXML
- Georg Rudolph, rozhraní pro LilyPond
- Matevž Jekovec, vývojář a skladatel
- Karai Csaba, vývojář